# Alagoasa angulosignata
Alagoasa angulosignata es una especie de escarabajo del género Alagoasa, tribu Alticini, familia Chrysomelidae. Fue descrita científicamente por Bryant en 1949.
Se distribuye por Brasil, en Río de Janeiro, Estado de Paraná y en Santa Catarina. La especie posee élitros que son de color morado.